# Brott på ljusa dagen
Brott på ljusa dagen är en västtysk/schweizisk/spansk kriminalfilm från 1958 i regi av Ladislao Vajda. Filmens manus skrevs av den schweiziske författaren Friedrich Dürrenmatt. Heinz Rühmann var tidigare i sin karriär främst känd som komediaktör, men på 1950-talet gjorde han allt fler dramatiska roller, och i denna film har han huvudrollen som envis polis som försöker lösa flera gamla mordfall. Gert Fröbes prestation i filmen gjorde att han fick chansen till att spela titelrollen i James Bond-filmen Goldfinger 1964.

## Rollista
- Heinz Rühmann – Matthäi
- Sigfrit Steiner – Feller
- Siegfried Lowitz – Henzi
- Michel Simon – Jacquier
- Heinrich Gretler – polischef
- Gert Fröbe – Schrott
- Ewald Balser – professor Manz
- María Rosa Salgado – Frau Heller
- Anita von Ow – Annemarie Heller